# 3 (album de Red Cardell)
Pour les articles homonymes, voir 3 (homonymie).
Albums de Red Cardell
Douleur
(1996) Rock'n roll Comédie
(2000)
3 est le 3e album du groupe Red Cardell.

## Liste des titres
| No  | Titre               | Durée |
| --- | ------------------- | ----- |
| 1.  | Rouge               |       |
| 2.  | Si mille choses     |       |
| 3.  | L'homme             |       |
| 4.  | Les emmerdements    |       |
| 5.  | Immonde             |       |
| 6.  | Fumée               |       |
| 7.  | Waltz               |       |
| 8.  | A l'ouest           |       |
| 9.  | Communiste          |       |
| 10. | Tananana            |       |
| 11. | Le vélo rouge       |       |
| 12. | Péplum              |       |
| 13. | Donnez moi le temps |       |
| 14. | Space cake          |       |
| 15. | Nous                |       |
| 16. | Le fond             |       |

- Textes : Jean-Pierre Riou
- Musiques : Red Cardell

## Crédits

### Musiciens
- Jean-Pierre Riou : chant, guitare électrique, acoustique et 12 cordes, bombarde.
- Jean-Michel Moal : accordéon midi et acoustique, synthétiseurs.
- Ian Proërer : batterie et percussions.

### Réalisation
- Produit par : Kas Ha Bar
- Distribué par : N'Less music
- Enregistré par : Andrej Sloboda au Bonton studio à Bratislava (Slovaquie).
- Mixé par : Andrej Sloboda et Patrick Kiffer
- Réalisé par : Red Cardell et Patrick Kiffer
- Masterisé par : Johannes Uwe Teichert au studio Electric City, Bruxelles.